# Lago Goygol
El Lago Goygol (en azerí: Göygöl gölü literalmente "el lago azul") es un lago natural incrustado en el país caucásico de Azerbaiyán. Está situado a los pies del Murovdag, no muy lejos de Ganyá.Se encuentra a 1.556 metros sobre el nivel del mar. La longitud total alcanza 6.460 metros. La profundidad del lago es de 93 metros. Debido a la pureza del agua, se puede ver claramente la vida submarina de 8 a 10 metros por debajo de la superficie. La fauna del lago es muy rica. La trucha Goygol ha evolucionado de la trucha de río, desde la creación natural del lago. La zona es conocida por inviernos secos y veranos moderados a cálidos. El rango de precipitaciones va desde 600 hasta 900 mm.